# Аверинська (Вологодська область)
Аверинська — село в Сямженському районі Вологодської області.
Входить до складу Двиницького сільського поселення, з точки зору адміністративно-територіального поділу — в Двиницькій сільраді.
Відстань по автодорозі до районного центру Сямжі — 66 км, до центру муніципального утворення Самсонівської — 6 км. Найближчі населені пункти — Мирний, Захарівська, Орловська.
За перепису 2002 року населення — 67 осіб (35 чоловіків, 32 жінки). Все населення — росіяни.